# 德雷达瓦
德雷达瓦是埃塞俄比亚第二大城市，也是該國两个特别市之一，另一个为首都亚的斯亚贝巴。在索马里语中，德雷达瓦意为「治疗之地」。
德雷达瓦是工业中心，城市设施包括多个市场以及阿巴·德纳·D·伊尔马国际机场。城市位于埃塞俄比亚的东部，迪恰图河（Dechatu）贯穿城市，在环形悬崖脚处被描述成「有点像是一簇茶叶放在残渣盆内」。

## 历史
德雷达瓦建于1902年，是亚的斯亚贝巴-吉布提铁路贯通后的沿线地区。因为铁路不能到达海拔较高的城市哈勒尔从而选择在铁路沿线的德雷达瓦建造一个补给站点。
不久之后，哈勒尔地方长官拉斯·马康南，制定并建造一条从德雷达瓦通往哈勒尔的公路，在1928年外国工程师和设备的帮助下提升了公路的质量，使得原本2天的路程缩短到了只需几个小时。

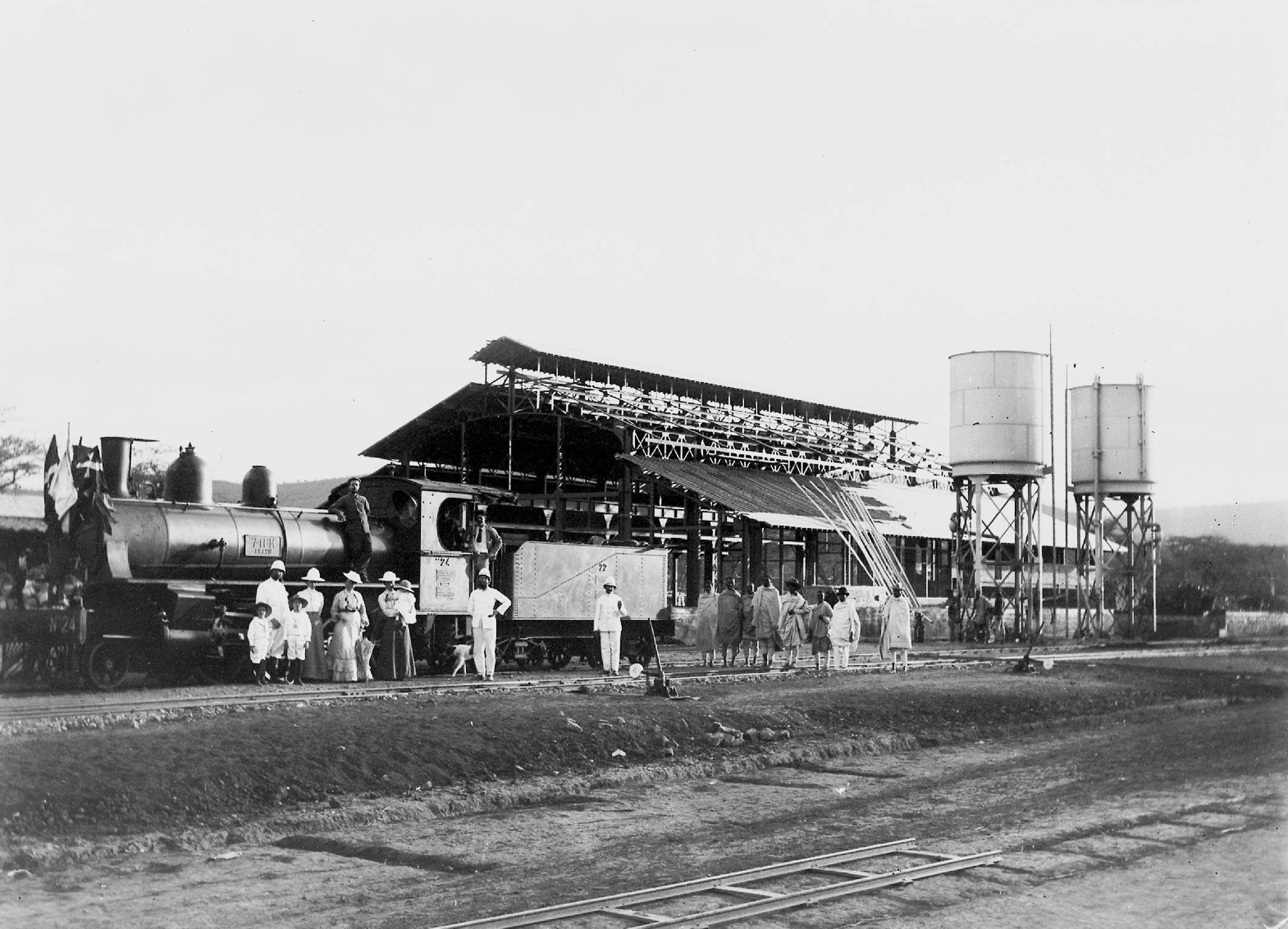
亚的斯亚贝巴吉布提铁路在德雷达瓦一头的历史照片（大约為1902年-1906年的某一时段）

1998年德雷达瓦从奥罗米亚州分离出来，成为埃塞俄比亚第二个特别市。
在2002年6月24日，埃塞俄比亚铁路委员会在德雷达瓦的总部发生了一次小规模的爆炸事件。奥罗莫解放阵线（OLF）宣称为这起事件负责，是对埃塞俄比亚政府管理下奥罗莫学生，商人，农民的报复性还击。尽管还有其他孤立的意外事件，但这是在埃塞俄比亚境内奥罗莫解放阵线宣称负责的最后一次爆炸案。
城市在2006年8月，由于迪恰图河的泛滥冲毁堤坝导致水灾。报道导致350多人死亡，近2万人流离失所，以及家园和市场大面积的被毁坏，数百间民房被冲毁，电话线和电线杆都被冲倒，铁路路基被冲垮，一些桥梁被冲断。事后联合国秘书长科菲·安南赞扬埃塞俄比亚政府采取了迅速的救灾行动，避免了数万人遭受更大的痛苦和损失。水灾在6月-9月之间的雨季非常普遍，这一地区超过200人在2005年的洪灾中丧生，且造成了数百万美元的经济损失。

## 人口统计
根据埃塞俄比亚中央统计局（CSA）2005年度公布的资料，德雷达瓦的估量人口有398,000，其中男性199,000，女性199,000。有102,000人是农村人口，占德雷达瓦比重的25.6%；城市人口为296,000人，占德雷达瓦比重的74.4%。估量地区的面积为1,213.20平方公里，这个特别市的人口密度约为328.06人/平方公里。
根据1994年的人口普查，城市总人口为151,864人，其中男性127,286人女性124,578人，男女比重为50.5:49.5。德雷达瓦行政管理范围内的城市居民人口为173,188人，农村居民人口为78,676人。此外，德雷达瓦有52,245套房屋，平均每4.7人/套。
德雷达瓦行政委员会管辖范围的主要族群为：奥罗莫人（48%），阿姆哈拉人（27.7%），索马里人 （13.9%），古拉格人（4.5%；其中2.3%為Sebat Bet，0.8%為Sodo，剩下1.4%為Silt'e），还有5.9%为其他。官方语言为阿姆哈拉语。在德雷达瓦63.2%的民众信仰伊斯兰教，34.5%信仰東方正統教會，1.5%信仰新教，0.7%信仰天主教，还有0.1%的信仰其他宗教。

## 经济
根据埃塞俄比亚中央统计局2005年的估量，德雷达瓦农民总共拥有40,400头牛（占埃塞俄比亚总量的0.1%），46,280隻绵羊（占全国总量的0.27%），118,770隻山羊（占全国总量的0.92%），8,820隻驢（占全国总量的0.35%），5,070头骆驼（占全国总量的1.11%），44,740隻各式牲畜（0.14%）和840个蜂窝（少于全国总量的0.1%）。

## 行政委员会主席
- Dametew Demissie（1990年代）
- Solomon Hailu（1990年代─2003年）
- Fisseha Zerihun（2003年─）

（上述列表资料取自Worldstatesman.org （页面存档备份，存于））